# Premi de poesia Comas i Maduell
El Premi de poesia Comas i Maduell fou un guardó literari creat amb el propòsit de retre homenatge a l'escriptor tarragoní Ramon Comas i Maduell (1935-1978).
Tenia el seu origen en el premi de poesia Comas i Maduell convocat el 1984 per Òmnium Cultural del Tarragonès en el marc de la Nit Literària dels Països Catalans. Amb tot, no va ser fins al 1991 que el premi va adquirir continuïtat i estabilitat. Aquell any l'Ajuntament de Tarragona i Òmnium Cultural van impulsar la primera edició dels Premis Literaris Ciutat de Tarragona conservant els guardons de la festa literària de 1984. La convocatòria d'aquest premi es va mantenir ininterrompuda fins a l'any 2011, en què l'edició dels Premis Literaris Ciutat de Tarragona comptava amb un seguit de canvis. El més visible va ser la reducció del cartell a només tres categories; des de llavors el premi de poesia Comas i Maduell ja no es convoca.
Pel que fa a la publicació de les obres guardonades, durant els primers anys no van ser editades. A partir de 1996, i fins a la darrera convocatòria, Cossetània Edicions en va assumir l'edició.

## Guanyadors[2]
- 1984. Ferran Anel Olivella. Els escrits i la casa.
- 1991. Lluís Alpera. El trespol de les Ítaques. Editat amb el títol L'emperadriu d'Orient, per Edicions 62, Barcelona, 1992.
- 1992. Desert. Accèssits per a Pilar Cabot i Joana Lladó. Setembre a mar / El ball.
- 1993. Josep Planaspachs. La negra neu.
- 1994. Desert. Accèssit per a Albert Pera. Botànica incisiva.
- 1995. Núria Abad Gascón. Papers de dona.
- 1996. Manel Garcia Grau. Mots sota sospita. Editat per Cossetània Edicions, Valls, 1997.
- 1997. Alexandre Josep Navarro Tomàs. Criatura del demà. Editat per Cossetània Edicions, Valls, 1998.
- Accèssit per a Joan Mercader Sunyer. Una ampla balconada sobre el mar.
- 1998. Rafael Vallbona Sallent. Encara queda el blues. Editat per Cossetània Edicions, Valls, 1999.
- 1999. Gabriel Guasch Secall. Conversa fora de context. Editat per Cossetània Edicions, Valls, 2000.
- 2000. Joan Duran Ferrer. Kore. Editat per Cossetània Edicions, Valls, 2001.
- 2001. Isabel M. Ortega Rion. Enfilall. Editat per Cossetània Edicions, Valls, 2002.
- 2002. Xavier Amorós Corbella. Set poemes dramàtics. Editat per Cossetània Edicions, Valls, 2003.
- 2003. Jordi Julià Garriga. Murs de contenció. Editat per Cossetània Edicions, Valls, 2004.
- 2004. M. Antònia Grau Abadal. Un pòsit de cafè al fons de cada tarda]. Editat per Cossetània Edicions, Valls, 2005.
- 2005. Miquel López Crespí. Les ciutats imaginades. Editat per Cossetània Edicions, Valls, 2006.
- 2006. Antoni Espí Cardona. Reconstrucció. Editat per Cossetània Edicions, Valls, 2007.
- 2007. Mireia Vidal-Conte. Margarides de fons. Editat per Cossetània Edicions, Valls, 2008.
- 2008. Eva Baltasar. Atàviques feres. Editat per Cossetània Edicions, Valls, 2009.
- 2009. Francesc Valls-Calçada. Àlbum d'oblits. Editat per Cossetània Edicions, Valls, 2010.
- 2010. Montserrat Butxaca Fernández. Versos de sal. Editat per Cossetània Edicions, Valls. 2011.